# Где-где? В Караганде! (памятник)
Памятник фразе «Где-где?.. В Караганде́!» — памятник крылатой фразе, открытый в 2011 году. Он расположен в городе Караганда (Казахстан).

## История создания памятника
Идея создания памятника крылатой фразе «Где-где?.. В Караганде!» была выдвинута в шутку ещё в 1999 году Бари Алибасовым. По словам Олега Назарова, члена инициативной группы, реализация проекта продвигалась очень тяжело. Это было связано прежде всего с тем, что очень сложно изобразить метафорическую фразу в каких-либо материальных объектах.
В 2009 году инициативная группа граждан создала сайт для сбора предложений по внешнему виду памятника. Заявлялось, что идея памятника должна быть с юмором, чтобы смягчить небольшой негативный оттенок фразы. В результате из нескольких десятков проектов была выбрана совместная работа двух казахстанских скульпторов — Мурата Мансурова и Викентия Комкова. Средства на создание памятника были собраны из добровольных пожертвований. Для этих целей был открыт банковский счёт, на который карагандинцы и все желающие могли перечислять деньги.
28 мая 2011 года состоялось открытие памятника. На мероприятии присутствовал и «инициатор» памятника — Бари Алибасов. Памятник был установлен на территории одного из ресторанов города. На открытии памятника был вручён сертификат Книги рекордов Гиннесса, который свидетельствует о том, что скульптурная композиция «Где-где?.. В Караганде!» является первым в мире памятником крылатой фразе.
При этом уже спустя сутки памятнику понадобилась реставрация. Из-за наплыва желающих сфотографироваться значительно пострадали полимерные скульптуры. В целости сохранились только чемодан, сурок и дорожный указатель. Реставрация памятника завершилась лишь в августе того же года.

## Памятник
Памятник состоит из трёх фигур: мужчины с чемоданом, взгляд которого устремлён вдаль, словно он задаётся вопросом «Где?»; мужчины напротив, который разводит руки и с соответствующим выражением лица отвечает ему «В Караганде!»; сурка — символа Караганды — который прислонился к дорожному указателю с надписями «Астана», «Москва» и «Караганда 0 км».

## Оценки памятника
Ряд исследователей архитектуры указывали на необходимость формирования идейно-художественного образа города, что достигается восприятием отдельных ансамблей и элементов городской застройки. Такими элементами, по их мнению, являются необычные памятники, в том числе и «Где-где?.. В Караганде!».
Л. Золотарёва также отмечала, что появление этого памятника положительно сказалось на архитектурной эстетике района.
Согласно опросу, проведённому среди жителей Караганды в 2012 году, 66 % горожан считают скульптурную композицию «Где-где?.. В Караганде!» символом города. При этом 38 % опрошенных отметили её как самую оригинальную в городе.
По оценке псковского Центра Деловой Информации наметилась тенденция по возведению необычных памятников для привлечения новых туристических потоков. В составленном ЦДИ списке необычных памятников России и СНГ значится помимо алматинского памятника гранёному стакану и карагандинский памятник «Где-где?.. В Караганде!».